# Giuseppe Avezzana
Giuseppe Avezzana (Chieri, 19 febbraio 1797 – Roma, 25 dicembre 1879) è stato un generale e politico italiano.

## Biografia
Volontario a partire dal 1812 nell'esercito napoleonico, prese parte alle campagne del 1813 - 1814, e nel 1815, dopo la fuga di Napoleone dall'isola d'Elba, entrò nell'esercito sardo con il grado di sottotenente.
Partecipò ai moti del 1820-1821 e sfuggì la pena capitale andando in esilio in Spagna dove combatté tra i costituzionali contro il corpo di spedizione della Santa Alleanza comandato dal Duca d'Angoulême, sotto le insegne del quale militava anche Carlo Alberto di Savoia.
Caduto prigioniero, fu deportato nel 1824 a New Orleans, da dove si trasferì in Messico a Pueblo Viejo, partecipando alla fondazione della nuova città di Tampico. Mise a servizio del governo legittimo messicano le sue capacità di comando e conoscenze di ingegneria delle fortificazioni militari. Partecipò alla guerra d'indipendenza del Messico combattendo alla difesa dello Stato di Tamaulipas  contro gli spagnoli che avevano invaso il territorio con le truppe del generale Barradas nel giugno 1827. Inviato nella nascente Tampico lungo il fiume Pánuco operò e fece trionfare la causa della liberazione, raggiungendo il grado di colonnello. Successivamente, nel 1832, sostenne la rivoluzione organizzata da Antonio López de Santa Anna contro il governo del presidente Anastasio Bustamante.
Nel 1834 Avezzana lasciò il Messico e la vita militare, per fare il commerciante a New York, dove sposò una donna irlandese e fondò la congrega della Giovine Italia; ma i venti rivoluzionari del 1848 in Italia riaccesero nuovamente il suo patriottismo. Tornato in Italia nel 1848 non ottenne la riammissione nell'esercito.
Il 26 febbraio 1849 fu nominato comandante generale della Guardia nazionale di Genova, e dei moti ivi scoppiati un mese dopo fu l'effettivo ispiratore e capo non soltanto militare. Condannato a morte in contumacia, per la seconda volta, raggiunse Roma ove nel frattempo era stata proclamata la Repubblica Romana; qui fu nominato ministro della guerra. Caduta la Repubblica, tornò a lavorare a New York con Garibaldi, operando tra il 1849 e il 1859 come una delle figure di maggior prestigio della locale comunità italo-americana.
Nel 1860 fece ritorno in Italia per combattere con le camicie rosse al Volturno meritandosi l'Ordine militare di Savoia all'assedio di Capua. Nel 1862 fu ammesso nel Regio Esercito con il grado di generale e collocato a riposo nel 1866; combatté ancora con Garibaldi nella campagna del 1866 e l'anno successivo alla battaglia di Mentana.
Venne anche eletto deputato per cinque legislature.
Il 21 maggio 1877 diede vita a Napoli, insieme ad un gruppo di patrioti, all'associazione Pro Italia Irredenta, che ebbe anche l'appoggio di Garibaldi, Saffi, Carducci, e ne fu il presidente.
Massone, appartenne al Grande Oriente di Torino.
Morì il 25 dicembre 1879 a Roma, dove furono celebrati funerali di Stato. È sepolto nel Cimitero del Verano.